# تريبتانات
التريبتانات (بالإنجليزية: Triptans) هي عائلة من الأدوية القائمة على التريبتامين التي تُستخدم كأدوية مجهضة في حالات الصداع النصفي والصداع العنقودي. ظهرت هذه الفئة الدوائية لأول مرة تجاريًا في تسعينيات القرن العشرين. على الرغم من فعالية هذه الأدوية في علاج حالات الصداع الفردية، لا يمكن استخدامها كأدوية وقائية ولا تمثل علاجًا شافيًا. لا تمتلك هذه الأدوية أي فعالية في علاج أنواع صداع التوتر، إلا لدى الأفراد المصابين أيضًا بالصداع النصفي. لا تخفف التريبتانات أيًا من أنواع الألم الأخرى.
تعمل أدوية هذه الفئة كناهضات لمستقبلات السيروتونين «5-إتش تي 1 بي» و«5-إتش تي 1 دي» في الأوعية الدموية والنهايات العصبية في الدماغ. يمثل سوماتريبتان أول دواء تريبتان متاح سريريًا، الذي بدأ تسويقه منذ عام 1991. حلّت التريبتانات إلى حد كبير محل الإرغوتامينات، التي تمثل بدورها فئة أقدم من الأدوية المستخدمة في تخفيف الصداع العنقودي والنصفي.

## الاستخدامات الطبية

### الصداع النصفي
تُستخدم التريبتانات في علاج هجمات الصداع النصفي الشديدة أو الحالات غير المستجيبة للعلاج بمضادات الالتهاب اللاستيرويدية وغيرها من الأدوية المتاحة دون وصفة. تُعد التريبتانات علاج خط الوسط المناسب للعديد من مرضى الصداع النصفي الذين يعانون من هجمات الصداع النمطية. قد لا تكون هذه الأدوية فعالة في هجمات الصداع غير النمطية أو الشديدة بشكل غير عادي، أو حالات الصداع النصفي المتحول أو الصداع المستمر.
تتميز التريبتانات بفعالية عالية، إذ يمكن لها تقليل الأعراض أو إجهاض الهجمة خلال 30 إلى 90 دقيقة لدى 70-80% من المرضى.
يمكن استخدام اختبار قياس حساسية الجلد أثناء هجمة الصداع النصفي كمؤشر محتمل لمدى قدرة الفرد على الاستجابة للعلاج باستخدام التريبتانات. تكون التريبتانات أكثر فعالية لدى أولئك الذين لا يظهرون أي حساسية في الجلد؛ في حال وجود حساسية الجلد، فمن الأفضل تناول التريبتانات خلال عشرين دقيقة من بداية الصداع.
يُعد دواء ريزاتريبتان الفموي ودواء زولميتريبتان الأنفي أكثر التريبتانات استخدامًا في علاج الصداع النصفي لدى الأطفال.

#### التوقيت الصحيح لتناول الدواء
يجب تناول التريبتانات في أقرب وقت ممكن بعد ظهور الألم. في حالات الصداع النصفي المصحوب بالأورة، يجب تناول الدواء بعد الأورة ومع بداية الألم. في حالة تناول هذه الأدوية في وقت مبكر للغاية، قد تفقد تأثيرها الكامل على تقليل الأعراض، وفي حالة وجود الأورة، قم يؤدي تناول الدواء مبكرًا إلى تفاقمها. من المفترض تعرض الأوعية الدموية للتضيق خلال طور الأورة وتعرضها للتوسع خلال طور الألم، إذ لا يُنصح نتيجة لذلك باستخدام دواء التريبتان المقبّض خلال الأورة.

### الصداع العنقودي
تُعد التريبتانات فعالة في علاج الصداع العنقودي. ثبتت هذه الفعالية في حالات تناول دواء سوماتريبتان تحت الجلد وزولميتريبتان عن طريق الأنف، إذ يُعد الأول أكثر فعالية وفقًا لمراجعة كوكرين لعام 2013. لم تكن الأقراص الدوائية مناسبة في هذه المراجعة.

### داء المرتفعات
وجدت تجربة منضبطة معشاة مفردة أن دواء سوماتريبتان ذو قدرة محتملة على الوقاية من داء المرتفعات.

### الأشكال الدوائية المتاحة
تتوفر جميع التريبتانات المتاحة بشكلها الفموي؛ بعضها على شكل أقراص تحت اللسان. يتوفر أيضًا دواء سوماتريبتان ودواء زولميتريبتان على شكل بخاخ أنفي. يُسوّق دواء سوماتريبتان أيضًا بعدد من أشكال الاستخدام الأخرى: التحاميل، والحقن تحت الجلد، وصفائح الإرحال الأيوني عبر الجلد، التي تستخدم درجة منخفضة من الجهد الذي يمكن التحكم به بواسطة شريحة ميكروية مبرمجة مسبقًا بهدف توصيل جرعة واحدة من سوماتريبتان عبر الجلد في غضون 30 دقيقة؛ والأجهزة الدوائية الحاوية على مسحوق السوماتريبتان الذي يمكن «تفعيله عن طريق التنفس» ما يسمح للمستخدم باستنشاق مسحوق سوماتريبتان في أنفه؛ بالإضافة إلى نظام الحقن دون إبر الذي يعمل عن طريق ضغط الهواء.
| سوماتريبتان | ريزاتريبتان  | ناراتريبتان | إليتريبتان   |
| ----------- | ------------ | ----------- | ------------ |
|             |              |             |              |
| ألموتريبتان | فروفاتريبتان | آفيتريبتان  | زولميتريبتان |
|             |              |             |              |

- ومن الأدوية الأخرى: دونيتريبتان.